# René Klijn
René Klijn (Den Haag, 8 september 1962 – aldaar, 5 september 1993) was een Nederlands zanger en fotomodel.

## Biografie
René Klijn maakte in de jaren 80 deel uit van de boyband "FRITSH", die later werd omgedoopt tot "Bam to Bam Bam". Deze groep deed met het lied Lammedammadoendan mee aan de voorrondes van het Nationaal Songfestival in 1989. Hij raakte bij het grote publiek bekend toen hij op zaterdagavond 28 november 1992 te gast was in het televisieprogramma De Schreeuw van de Leeuw van Paul de Leeuw bij de VARA op Nederland 3. Klijn vertelde in die uitzending openhartig over zijn ziekte aids. De uitzending werd beloond met de "Bronzen Roos" op het Festival van Montreux en de Zilveren Medaille TV programs and Promotion Award op het New York Festival in New York.

### Mr. Blue
Aan het eind van de uitzending bij De Leeuw zong Klijn live het lied Mr. Blue, oorspronkelijk gecomponeerd en gezongen door Yazoo. Niet veel later kwam Mr. Blue op single uit (met Candy Dulfer op saxofoon), die in het voorjaar van 1993 de nummer 1-positie in zowel de Nederlandse Top 40 als de destijds nieuwe publieke hitlijst op Radio 3 behaalde; de Mega Top 50. Het werd ook de bestverkochte single van 1993. Naast Paul de Leeuw en Candy Dulfer werkten diverse bekende Nederlandse muzikanten eraan mee, zoals Cor Bakker, John van Eijk en Loïs Lane. De opbrengsten van de single werden door Klijn geschonken aan het AIDS-Fonds. Een album lag in de planning, maar niet lang na deze hit (op 5 september 1993) overleed Klijn aan de gevolgen van aids. Hij werd gecremeerd en zijn as werd door zijn partner Maarten, in aanwezigheid van Paul de Leeuw uitgestrooid in de Hudson in New York.
Tijdens de concerten van Symphonica in Rosso 2007 bracht Paul de Leeuw een ode aan René Klijn. Op de grote schermen in het GelreDome waren beelden te zien van de televisie uitzending van Mr. Blue en uit de luidsprekers klonk zijn stem.

## Discografie

### Singles
| Single met eventuele hitnotering(en) in de Nederlandse Top 40 | Datum van verschijnen | Datum van binnenkomst | Hoogste positie | Aantal weken | Opmerkingen                    |
| ------------------------------------------------------------- | --------------------- | --------------------- | --------------- | ------------ | ------------------------------ |
| Mr. Blue                                                      | 1993                  | 20-03-1993            | 1(5wk)          | 15           | Best verkochte single van 1993 |

### NPO Radio 2 Top 2000
| Nummer met noteringen in de NPO Radio 2 Top 2000 | '99 | '00 | '01 | '02 | '03 | '04 | '05 | '06 | '07  | '08 | '09  | '10  | '11  | '12  | '13  | '14  | '15  | '16  | '17  | '18  | '19  |
| ------------------------------------------------ | --- | --- | --- | --- | --- | --- | --- | --- | ---- | --- | ---- | ---- | ---- | ---- | ---- | ---- | ---- | ---- | ---- | ---- | ---- |
| Mr. Blue                                         | 400 | 488 | 881 | 747 | 689 | 838 | 956 | 895 | 1067 | 861 | 1097 | 1233 | 1187 | 1400 | 1135 | 1418 | 1440 | 1417 | 1146 | 1788 | 1966 |

1. ↑  Een vetgedrukt getal geeft de hoogste notering aan.
2. ↑  Deze tabel is bijgewerkt tot en met de laatste editie (2024).